# Allan B. Janzon
Allan Bosco Janzon, född 17 september 1920, död 6 augusti 2010, var en svensk översättare.

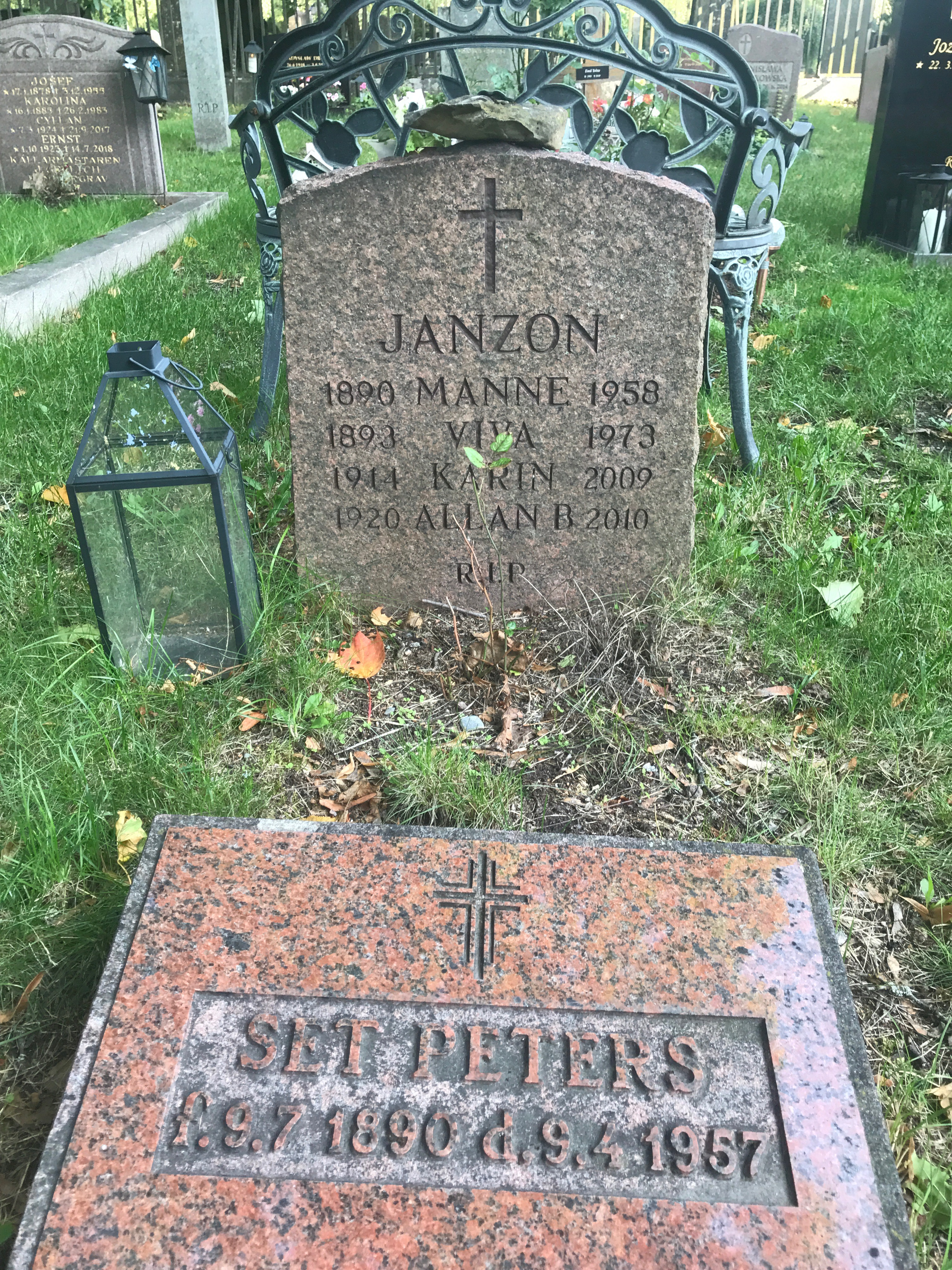
Gravvård Katolska kyrkogården i Stockholm

Allan B. Janzon är mest känd för att tillsammans med sin fru Karin Janzon ha översatt samtliga Hergés seriealbum om Tintin 1968–1978. 
Paret Janzon fick Adamsonstatyettens diplom av Svenska serieakademin 1979, det första året dessa utmärkelser utdelades.

## Översättningar (urval, utöver Hergé)
- Herbert Tichy: De namnlösa bergens rike: den första vandringen genom västra Nepal (Land der namenlosen Bergen) (Saxon & Lindström, 1957)
- Gustave Flaubert: Madame Bovary: sedeskildring från landsbygden (Madame Bovary) (Saxon & Lindström, 1959)
- François Craenhals: Tatarernas lag (La loi de la steppe) (översatt tillsammans med Karin Janzon, Carlsen/if, 1976)